# Le Jeu de la vérité (émission de télévision)
Pour les articles homonymes, voir Le Jeu de la vérité.
Le Jeu de la vérité est une émission de télévision française diffusée sur TF1 deux vendredis par mois entre 1985 et 1986 et présentée par Patrick Sabatier.  
En 2004, l'émission est diffusée à nouveau sur TF1 le temps d'une première partie de soirée exceptionnelle, avec notamment Jane Birkin[réf. nécessaire].
En février 2019, l'émission revient sur la chaîne C8 sous le titre Vendredi vérité : 60 minutes chrono. La première émission enregistrée a pour invité Patrick Poivre d'Arvor. C'est un échec d'audience avec 1,8 % de part de marché et 383 000 téléspectateurs.

## Principe de l'émission
Il s'agissait, pour un invité médiatique du moment, tel que Coluche, Serge Gainsbourg, Chantal Goya, Annie Girardot, Elton John, Mireille Mathieu, Alain Delon, Michel Sardou ou Dalida, de venir répondre à des questions en direct posées par le public de la salle ou par téléphone.
Cependant, certaines personnalités refusèrent d'y participer, à l'instar de Charles Aznavour, Jean-Paul Belmondo, Thierry Le Luron, Sylvie Vartan ou Sheila.

## Quelques émissions ou invités remarquables

### Coluche
Invité une première fois le 17 mai 1985, l'humoriste et acteur Coluche marque l'émission en utilisant dès le début de l'émission ses deux « jokers », qui lui permettaient par deux fois de ne pas répondre à une question, se mettant de lui-même « sans protection » face aux questions posées. Il refuse ainsi de dialoguer avec les deux premières téléspectatrices au téléphone sans même connaître les questions. Par la suite, il répond tout au long de l'émission avec son franc-parler et sa décontraction coutumière, n'évitant aucun sujet, même polémique (notamment une question sur l'humour avec les juifs et leur caractère « intouchable »).
Sa prestation ayant fait sensation, Coluche sera réinvité le 27 septembre 1985, et participera donc à deux émissions du Jeu de la vérité Ce sera le seul invité à participer à l'émission 2 fois.

### Chantal Goya
Le vendredi 13 décembre 1985, la chanteuse Chantal Goya fit les frais de cette émission, qui fut visiblement mal préparée, de part et d'autre. Une émission d'abord refusée dans son concept original, puis proposée comme une « émission de Noël faite par les enfants, avec des enfants, pour des enfants ». Le concept plutôt sensationnaliste et voyeuriste de l'émission s'accordait mal avec le public jeune et familial de la chanteuse.
Jusqu'à la dernière minute, Chantal Goya refusa l'émission, malgré la pression de sa maison de disques de l'époque, RCA, qui y voyait un avantage sur ses ventes de disques. Elle finit, d'après ses dires, par accepter d'y participer, contre l'avis de son mari Jean-Jacques Debout, mais, sous la pression du réalisateur de l'émission, Rémy Grumbach, qui était alors un ami.  
L'émission étant transférée au Palais des sports de Lyon et retransmise en direct. Chantal Goya en était la coproductrice (coût estimé : 100 à 200 000 francs). Ainsi, dans les décors de son propre spectacle, elle eut à faire face à des questions d'adultes qui n'étaient pas en plateau (exemple : « Pensez-vous qu'il soit nécessaire de paraître une toute petite fille aux yeux des enfants que vous confinez dans un système abêtissant ? »),.
Face aux gradins peuplés de jeunes enfants, la chanteuse préféra rester dans son personnage scénique, ce qui ne fut pas au goût des téléspectateurs adultes. Beaucoup la jugeant alors au premier degré ne comprirent pas qu'elle continuait de jouer son personnage de Marie-Rose. Le point d'orgue étant atteint lorsque Chantal Goya crut bon de suggérer à une femme se prétendant institutrice de « changer de chaîne. [Elle] serait mieux sur la chaîne 2... », une réponse (pour l'époque) tranchant avec son image de « petite fille sage ».
L'émission, suivie par quinze millions de Français, amplifiée et déformée, ternira un certain temps la carrière de la chanteuse avant de reprendre un cours normal. Elle déclarera par la suite : « Patrick Sabatier et son équipe m'ont trahie alors qu'ils étaient des copains de longue date. À la fin, l'un d'eux m'a confié cette phrase monstrueuse : "Maintenant, tu es au chômage ma petite !" ». Alors que l'artiste assure n'avoir fait que converser par deux fois au téléphone avec la prétendue institutrice, l'animateur vedette de la Une, lui, prétend avoir fait se rencontrer ultérieurement en chair et en os Chantal Goya et son interlocutrice lors d'une de ses émissions sur TF1. TV Magazine, après une enquête de leur rédaction, donne raison à la version de la chanteuse.[réf. nécessaire]
Patrick Sabatier continue de s'interroger publiquement sur l'état de la chanteuse ce soir-là : « Elle n'était pas à 20 h 30 comme je l'ai vue à 19 h. Il s'est passé quelque chose ». Invité dans l'émission Touche pas à mon poste ! du 19 mars 2018 sur C8, il affirme, à tort, que la chanteuse « a dû annuler un Palais des Congrès après cette émission ». Chantal Goya étant en tournée française à guichets fermés au moment de son passage au Jeu de la vérité, elle donnera 23 représentations au Palais des Congrès de Paris en décembre 1986 sans annuler de séance.[réf. souhaitée]

### Sophie Marceau
Invitée lors de l'émission du 3 mai 1985, l'actrice Sophie Marceau sortit de l'émission en larmes après avoir subi de sévères critiques sur son jeu de comédienne et son physique,,.
Elle n'acceptera plus jamais une invitation de Patrick Sabatier, à qui elle tourna le dos pendant la dernière partie de l'émission, si bien que ce dernier sortit exceptionnellement de son rôle de procureur souvent neutre, parfois à charge, en refusant que son invitée réponde à certaines questions, de manière aléatoire sans que celles-ci fussent pires que les précédentes, mais plutôt dans un souci de faire redescendre la pression sur le plateau.

### Dalida
Lors de l'émission du 11 octobre 1985, la chanteuse Dalida y fut contrainte d'évoquer ses relations sentimentales compliquées, et le suicide de ses compagnons. Elle s'y exprime aussi sur la gravité du suicide, ce qui, au vu de son propre décès par suicide le 3 mai 1987 donne à cette émission un caractère très émouvant.
Lors de la même émission, elle a été contrainte d'évoquer son soutien à François Mitterrand lors des élections présidentielles de 1981, et ses relations sentimentales, à l'époque supposées, avec ce dernier, et expliquera avoir appelé à voter pour un homme et non pour un parti.

## Liste des invités
- 11 janvier 1985 : Alain Delon[2],[9]
- 25 janvier 1985 : Michel Sardou (au palais des sports de Megève)[2]
- 8 février 1985 : Enrico Macias
- 22 février 1985 : Guy Bedos[2],[10]
- 15 mars 1985 : Bernard Tapie[2],[11]
- 29 mars 1985 : Annie Girardot[2]
- 3 mai 1985 : Sophie Marceau
- 16 avril 1985 : Danièle Gilbert
- 17 mai 1985 : Coluche (au Palm Beach à Cannes)[2]
- 31 mai 1985 : Michel Polnareff
- 7 juin 1985 : Serge Gainsbourg[2],[12]
- 13 septembre 1985 : Serge Lama
- 20 septembre 1985 : Marlène Jobert[2]
- 27 septembre 1985 : Coluche
- 11 octobre 1985 : Dalida[2]
- 22 novembre 1985 : Mireille Mathieu[2]
- 13 décembre 1985 : Chantal Goya (au palais des sports de Lyon)[2],[6]
- 10 janvier 1986 : Rika Zarai
- 31 janvier 1986 : Eddy Mitchell et Johnny Hallyday (au MIDEM, à Cannes)
- 21 février 1986 : Elton John[2],[13]
- 16 mai 1986 : « Spécial festival de Cannes » (Richard Berry[14], Marlène Jobert, Daniel Toscan du Plantier)
- 23 mai 1986 : Gilbert Bécaud[15]
- 30 mai 1986 : Alice Sapritch[2]
- 25 janvier 1991 : Julio Iglesias[16]

## Émission similaire
La chaîne W9 reprend le concept à la rentrée 2007. Julie Raynaud présente l'émission Rien que la vérité, avec trois invités en studio. Seul le public leur pose des questions. L'émission n'est pas diffusée en direct[réf. nécessaire].